# پالسترو
پالسترو (به ایتالیایی: Palestro) یک کومونه در ایتالیا است که در استان پاویا واقع شده‌است. پالسترو ۱۸ کیلومتر مربع مساحت و ۲٬۰۲۲ نفر جمعیت دارد.